# Die Mensch-Maschine
Die Mensch-Maschine (с нем. — «Человек-машина») — седьмой студийный альбом немецкой электронной группы Kraftwerk, вышедший в 1978 году. Это четвёртый, начиная с «Autobahn» (1974), концептуальный альбом группы, посвящённый на этот раз власти технологий. «Die Mensch-Maschine» наследует приёмы предыдущего альбома Trans-Europa Express.

## Обзор
Манера записи альбома отражала новейшие технологии: так, с помощью секвенсоров, проигрывающих беспрерывно одни и те же структурные фрагменты композиции, музыканты на месте пробовали различные звуковые эффекты. Работа была далека от спонтанности: ритм, мелодия и аранжировки проходили долгие пробы. Название альбома (в английской версии — The Man-Machine) было впервые использовано на афишах американского турне группы в 1975 году.
С этого альбома четыре года спустя вышел хит-сингл «The Model» (немецкое название «Das Model»), занявший 1-е место в британском хит-параде. Песня была вдохновлена знакомой музыкантов, моделью Кристой Бергер. На эту песню существуют кавер-версии, в том числе таких групп, как The Cardigans, Rammstein, Die Toten Hosen, Snakefinger, Ят-ха, Big Black, Carter the Unstoppable Sex Machine, Electric Six, Balanescu Quartet, а также версия Sopor Aeternus & The Ensemble of Shadows, переведённая на латынь. На песню «The Robots» существует кавер группы Fleischmann.

## История создания
В 1977 году, во время работы над Trans-Europa Express по заказу Ральфа и Флориана, специально для записи, был изготовлен секвенсор, который они и продемонстрировали другим участникам группы. Позже Вольфганг Флюр вспоминал в своей автобиографии: «Как барабанщик я становился всё более ненужным». Изготовленный секвенсор способен синтезировать, запоминать и видоизменять фрагменты песен, что привело к изменению темпов работы и процедуры записи. В то же время многие музыкальные журналы и критики, считая музыку Kraftwerk безжизненной, сравнивали её с продукцией роботов. Именно эти идеи стали основами для следующего альбома группы, названного позже Die Mensch-Maschine.
После выпуска сложной, «авангардной» работы Trans-Europa Express, группа начала работу над Die Mensch-Maschine, отличающаяся от предыдущего простотой и мелодичностью композиций, а также ставший значимым событием в электронной музыке. Kraftwerk старались облегчить и упростить композиции Die Mensch-Maschine, причиной этого служили технические проблемы секвенсоров, которые не могли запоминать более 8 нот. На всём альбоме продолжает прослеживаться использование популяризованного группой приёма моторик, состоящий из простого пульсирующиго ритма, который практически не меняется, но подкрепляется простой партией баса.

## Обложка
Альбом оформлен фирмой Карла Клефиша. На лицевой стороне обложки, сделанной в виде конструктивистского плаката, помещена фотография группы, сделанная Гюнтером Фрелингом на лестнице его студии. Название альбома передано на четырёх языках: немецком, русском, английском и французском. Задняя сторона обложки представляет собой пастиш на работы Эля Лисицкого и выполнена в характерных для советского конструктивизма тонах; также помещена строчка по-русски «Я — твой слуга, я — твой работник» из песни «Die Roboter».

## Список композиций
| №  | Название                  | Автор(ы)                | Англоязычное название | Длительность |
| -- | ------------------------- | ----------------------- | --------------------- | ------------ |
| 1. | «Die Roboter» (Роботы)    | Хюттер, Бартос, Шнайдер | «The Robots»          | 6:11         |
| 2. | «Spacelab» (Космолаб)     | Хюттер, Бартос          | «Spacelab»            | 5:51         |
| 3. | «Metropolis» (Метрополис) | Хюттер, Бартос, Шнайдер | «Metropolis»          | 5:59         |

| №  | Название                               | Автор(ы)                | Англоязычное название | Длительность |
| -- | -------------------------------------- | ----------------------- | --------------------- | ------------ |
| 1. | «Das Model» (Модель)                   | Хюттер, Шнайдер, Шульт  | «The Model»           | 3:38         |
| 2. | «Neonlicht» (Неоновые огни)            | Хюттер, Бартос, Шнайдер | «Neon Lights»         | 9:03         |
| 3. | «Die Mensch-Maschine» (Человек-Машина) | Хюттер, Бартос, Шнайдер | «The Man-Machine»     | 5:28         |

## Альбомные синглы
- Das Model / Neonlicht (1978)
- Die Roboter / Spacelab (1978)